# Андронов, Александр Александрович (старший)
Алекса́ндр Алекса́ндрович Андро́нов (29 марта [11 апреля] 1901 год, Москва — 31 октября 1952, Горький) — советский физик, механик и математик. Специалист в области электротехники, радиофизики и прикладной механики, создатель нового направления в теории колебаний и динамике систем, талантливый деятель высшей школы. Академик Академии наук СССР c 30 ноября 1946 года по отделению технических наук. Профессор, заведовавший кафедрой «Теории колебаний и автоматического регулирования» радиофизического факультета Горьковского государственного университета им. Н. И. Лобачевского (ныне ННГУ).

## Биография
Родился 29 марта [11 апреля] 1901 года в Москве. Мать — Липская Лидия Александровна, домохозяйка. Её отец Александр Петрович Калинин (1835—1905 гг.) — купец второй гильдии из города Яранска, был достаточно зажиточным человеком. Лидия Александровна окончила Третью московскую гимназию, получила свидетельство «Домашний учитель». С отцом Александра Александровича она разошлась, когда дети (Саша — старший, Нина — младшая) были ещё маленькими. Все трое жили на средства деда, купца Александра Петровича Калинина. В 1907 дед умер, а в 1909 Лидия Александровна вышла замуж за известного в Москве врача-гинеколога Липского Корнелия Адамовича, который хорошо относился к детям и помог дать им хорошее образование.
Ещё в детстве Саша решил, что будет врачом. Ему виделась новая медицина — не одно лишь «искусство врачевания», а ещё и наука, широко использующая достижения математики и физики. Поэтому, готовя себя к медицинскому поприщу, он уже в школьные годы занялся изучением высшей математики.

## Образование

Андронов А. А. 1918 г.

В 1918 году окончил в Москве Трудовую школу II ступени (среднюю школу).
В 1918—1920 годах трудился рабочим-браковщиком на заводе «Пулемёт», монтёром на электростанции, затем вступил добровольцем в Красную Армию, работал в военно-продовольственном отряде Латвийской Советской республики, был лектором Троицкого укреплённого района. Осенью 1920 года перенёс плеврит в тяжёлой форме, был признан негодным к военной службе и в этом же году поступил в Московское высшее техническое училище (МВТУ) на электротехнический факультет, где была специализация по радиотехнике. С 1921 года одновременно с занятиями в МВТУ стал посещать лекции на физико-математическом факультете Московского университета (МГУ). Интерес к физике оказался настолько сильным, что в 1923 году он перевёлся в МГУ. В 1925 году окончил МГУ по специальности «теоретическая физика».

## Научная деятельность

### Научная деятельность до войны
Много занимался математикой и приобрёл математическую культуру, значительно более глубокую и разностороннюю, чем та, которой обычно обладают физики. В годы аспирантуры (1926—1929 гг.) под руководством выдающегося физика Л. И. Мандельштама занимался сначала статистической физикой и некоторыми вопросами квантовой механики. Затем его творческие силы сосредоточились на вопросах генерации колебаний, решение которых определило направление его дальнейшей научной деятельности.
Фундаментальная работа А. А. Андронова «Предельные циклы Пуанкаре и теория колебаний», которую он представил в качестве кандидатской диссертации, была в 1929 году опубликована в докладах Парижской академии наук. Александр Александрович установил связь между теорией генерации колебаний и теорией устойчивости Ляпунова, ввёл понятие и математическое определение автоколебаний, разработал их теорию, связав её с качественной теорией дифференциальных уравнений, с топологией и с общей теорией устойчивости движения. Тем самым был заложен фундамент теории нелинейных колебаний, основным методом которой стал разработанный А. А. Андроновым метод точечных отображений. В связи с задачами теории нелинейных колебаний Александр Александрович занялся дальнейшим развитием качественной теории дифференциальных уравнений. Он внёс в неё новые идеи и получил ряд существенных математических результатов.
Ещё до окончания университета (с 1924 года) А. А. Андронов начал вести педагогическую работу в качестве ассистента в Московском государственном педагогическом институте, где преподавал механику и теоретическую физику. Таким образом он стал преподавателем будучи сам студентом. Эту же работу А. А. Андронов вёл и во время аспирантуры, и после её окончания, но уже как доцент. С 1929 года Александр Александрович становится научным сотрудником Всесоюзного электротехнического института, а в 1930 году он зачислен в НИИ физики при Московском университете.

### Научная деятельность в годы войны
Во время Великой Отечественной войны (в 1941—1944 гг.) А. А. Андронов занимался по заданиям конструкторских бюро работами оборонного характера (магнитная защита кораблей, траление магнитных мин и др.).
Эти работы были отмечены 1 декабря 1943 года приказом Наркома по Просвещению тов. В. П. Потёмкиным, в котором Александру Александровичу была объявлена благодарность и премия. 4 ноября 1944 года он был награждён Президиумом Верховного Совета СССР орденом «Красная Звезда».

### Научная деятельность в послевоенный период

Андронов А. А. Теория колебаний

В послевоенные годы А. А. Андронов активно участвовал в работе Института автоматики и телемеханики (ИАТ) Академии наук СССР (теперь Институт проблем управления РАН). Вскоре после войны он организовал в этом институте постоянно действующий научный семинар, на котором обсуждались новейшие проблемы теории нелинейных колебаний и теории автоматического регулирования. Приезды А. А. Андронова в Москву и работа этого семинара оказали большое влияние на учёных ИПУ, которое не изгладилось до сего дня. В стенах ИПУ Александр Александрович воспитал целую группу учёных, которые уже много лет ведут оригинальные научные исследования. Это М. А. Айзерман, М. В. Мееров, В. В. Петров и другие.
Однако наиболее интенсивная и плодотворная деятельность А. А. Андронова как учёного, педагога и организатора развернулась в городе Горьком, куда он в 1931 году вместе с группой талантливых молодых учёных (М. Т. Грехова, В. И. Гапонов, Е. А. Леонтович, А. Г. Любина) переехал на постоянное местожительство. Руководствуясь патриотической заботой о росте отечественной науки и развитии высшего образования, А. А. Андронов рассматривал создание крупных центров науки в провинции как важнейшую государственную задачу. Ради выполнения этой задачи он и приехал работать в Горьковский исследовательский физико-технический институт (ГИФТИ) и в Горьковский государственный университет (ГГУ), профессором которого он оставался до конца жизни.

### Деятельность А. А. Андронова в ГГУ (ННГУ)

Кабинет Андронова А. А. (музей истории ННГУ)

Всё новое, всё самое передовое А. А. Андронов стремился внедрить в Горьковском университете. Так по его инициативе в ГИФТИ началась работа по созданию цифровой вычислительной машины (так называемая машина ГИФТИ), одной из первых в СССР. Хотя эта работа из-за существовавших в то время организационных и технических трудностей и не была доведена до конца, приобретённая культура в этой области позволила в дальнейшем не только достигнуть больших научных результатов, но и создать впоследствии в Горьковском университете первый в стране факультет вычислительной математики и кибернетики для подготовки высококвалифицированных математиков-вычислителей.
А. А. Андронов был одним из организаторов радиофизического факультета ГГУ (1945) — первого в стране факультета этого профиля. На радиофаке были созданы специализации по теории колебаний и автоматическому регулированию, по распространению радиоволн и радиоастрономии, по электродинамике и электронике сверхвысоких частот, по статистической физике и другие. Научной базой подготовки специалистов по вышеуказанным направлениям стали созданные затем Научно-исследовательский радиофизический институт (НИРФИ) и Научно-исследовательский институт прикладной математики и кибернетики (НИИ ПМК). В последующие годы эта база ещё более укрепилась после создания при ГГУ Института механики, а также с появлением в г. Горьком Института прикладной физики Академии наук СССР (ныне ИПФ РАН).
А. А. Андронов придавал очень большое значение уровню преподавания и постоянно заботился о его росте. Он создал в Горьковском университете курс теории колебаний, читал лекции по электродинамике и теории относительности. Александр Александрович считал, что для провинциальных вузов особенно опасен отрыв преподавания от переднего края науки и техники, поэтому он требовал тесной связи университета с научно-исследовательскими институтами г. Горького и других городов страны.
В результате трудной организационной работы по созданию условий для плодотворной научно-исследовательской и педагогической деятельности, которая была проведена А. А. Андроновым и его последователями, в Горьковском университете стал преобладать андроновский стиль: высокая требовательность, ответственность, принципиальность, научный и педагогический энтузиазм. Благодаря проделанной работе, уровень преподавания и подготовка специалистов по физике и математике в ГГУ достигли уровня столичных вузов. Борьба за то, чтобы университет был не просто местом, где учат, ставят отметки и выдают дипломы, а местом, где дружный коллектив ведёт большую научную и педагогическую работу, постепенно передавая свои знания молодёжи и приобщая её к творческому труду, привела к тому, что ГГУ превратился в крупный научный и педагогический центр в масштабах всей страны.
А. А. Андронов считал необходимым приглашать в Горьковский университет крупных учёных из других городов для чтения некоторых курсов и отдельных лекций (в числе которых, например, были В. Л. Гинзбург и другие), чтобы научные работники, преподаватели, аспиранты и студенты всё время чувствовали пульс современной науки, знакомились с новейшими открытиями.

### Изучение жизни Н. И. Лобачевского
По инициативе и под руководством А. А. Андронова в последние годы его жизни была проведена большая работа по изучению жизни и деятельности гениального русского математика Н. И. Лобачевского. Изучение, поиски многочисленных документов с несомненностью доказали, что Лобачевский родился в Нижнем Новгороде. Эти изыскания в значительной степени способствовали тому, что Нижегородский университет носит теперь имя Н. И. Лобачевского.

## Научная школа
Вскоре после приезда в г. Горький вокруг А. А. Андронова сплотилась группа молодых учёных и преподавателей (А. С. Алексеев, Н. Н. Баутин, И. Л. Берштейн, Г. С. Горелик, А. Г. Майер, С. М. Рытов и другие). В созданной им творческой атмосфере не могла не развиваться серьёзная, настоящая наука и научная школа в том высоком смысле слова, который вкладывал в это понятие сам Андронов: 
Научной школой я назову группу научных работников, возглавляемых одним или несколькими ведущими фигурами, объединённых областью научной работы и её методом, дающих в науке нечто новое, оригинальное, характерное для всех работников данной школы. Для научной школы характерна апробация трудов внутри школы, что обеспечивает высокий научный уровень работ. Живой контакт с крупным учёным, участие в коллоквиумах и семинарах, когда открывается возможность систематически воспитывать научного работника, является фактом первостепенного значения.А. А. Андронов
Именно такой и представляется школа нелинейных колебаний Андронова, в которой воспиталось уже не одно поколение учёных. Конкретный предмет исследования научной школы — теория нелинейных колебаний, а в более широком, современном плане — динамика систем. Сюда входят математические аспекты теории, разработка и обоснование математических методов и приёмов исследования динамики и, разумеется, расчёты динамики (в том числе расчёты автоколебательных режимов) в самых различных прикладных областях — от механики и теории управления до биологии и экономики. Научная школа Андронова известна сейчас во всём мире. Ученики А. А. Андронова и ученики его учеников, развивая научные идеи своего учителя, достигли значительных успехов. Научная тематика школы существенно расширилась, значительно возросло число исследователей, занятых разработкой проблем теории колебаний и смежных областей науки.

## Последние годы жизни
Научные труды и общественная деятельность А. А. Андронова были высоко оценены правительством и народом. В 1947 году А. А. Андронов был избран депутатом Верховного Совета РСФСР. Он был также избран членом Президиума Верховного Совета РСФСР. В 1950 году А. А. Андронов был избран депутатом Верховного Совета СССР.
31 октября 1952 года А. А. Андронова не стало, в возрасте 51 года он умер от тяжёлой формы гипертонии. Похоронен на Бугровском кладбище Нижнего Новгорода (2 уч.).
Дети А. А. Андронова: сын А. А. Андронов (младший) (род. в 1938 году) — член-корреспондент РАН. Дочери: Евгения Александровна Андронова, Ирина Александровна Андронова.

## Учёные об А. А. Андронове
Александр Александрович Андронов не только выдающийся учёный, но и замечательный человек. Он, как никто другой, чувствовал ответственность за всё происходящее в стране, обладал в этом смысле величайшей гражданственностью и служил для меня высшим образцом человека. Могу без преувеличения сказать, что человека столь замечательного в этом смысле я больше не встретил. Будучи аспирантом Московского университета, Андронов всячески старался направлять молодёжь, оканчивающую аспирантуру, в провинцию и сам по окончании аспирантуры уехал в Горький, где основал школу, которая сейчас широко известна.Л. С. Понтрягин
Я не знал и не знаю ни одного человека, который бы отличался от моего идеала хорошего человека, менее чем А. А. Андронов…
Одной из характерных черт А. А. Андронова как исследователя была его целеустремленность. Другой характерной его чертой была страстная потребность в полнейшей, абсолютной логической ясности. С ней было связано его стремление при разработке любого научного вопроса к исчерпывающему знанию его истории и всех его связей с другими вопросами, к стройной классификации всех возможных случаев, к применению возможно более общих математических методов. С потребностью Андронова в логической ясности глубоко гармонировала его принципиальность, а также его необычайная требовательность к качеству изложения научных результатов. А. А. Андронов не мог без раздражения читать работы, где неясно, что постулируется, что доказывается, при каких предположениях. „Выясним сначала логическую структуру“ — типичное его вступление к обсуждению научного доклада или рукописи. Необходимо добавить, что логика Андронова не была холодной и абстрактной. Достижение логической ясности как-то очень легко, само собою, сочеталось у него с возникновением плодотворных понятий, наглядных картин, выразительных терминов.Г. С. Горелик
При каждом случайно возникавшем разговоре на любую тему обнаруживалось, что и это Андронов тоже знает. Наконец мы вовсе перестали удивляться энциклопедичности его знаний, какой бы области они ни касались. Часто в наших спорах мы стали пользоваться „недозволенным приёмом“, при недостатке собственных аргументов говорили: „Так сказал Александр Александрович“. Это действовало мгновенно и безотказно, о чем бы спор ни заходил — о физике или математике, о биологии, медицине или истории.
Что касается художественной литературы, то у Андронова были очень резко выраженные вкусы и пристрастия по отношению к писателям и даже к отдельным произведениям. Очень любил он и отлично знал всего Пушкина, Герцена, Лескова. Он мог читать наизусть, страница за страницей, не только стихи, но и прозаические произведения… прозу Герцена, такую непростую. Любил „Думу про Опанаса“ Багрицкого. Не сразу, но крепко полюбил Пастернака…Н. Н. Баутин

## Академическая премия имени А. А. Андронова
В 1971 году АН СССР учредил премию имени А. А. Андронова, которая вручалась до 2024 года за выдающиеся работы в области классической механики и теории управления.

## Список научных трудов
- Предельные циклы Пуанкаре и теория колебаний // В кн. «VI съезд русских физиков, Москва, Н. Новгород, Казань, Саратов (5—16 августа 1928 года)». Перечень докладов, представленных на съезд с кратким их содержанием. — М.—Л.: Гос. изд-во, 1928. — С. 23—24.
- Грубые системы // ДАН СССР, 14, 247 (1937). (совместно с Л. Понтрягиным)
- Теория колебаний. — Ч. I. — М.—Л.: ОНТИ, 1937. (совместно с А. А. Виттом и С. Э. Хайкиным)
- Некоторые случаи зависимости предельных циклов от параметра // Уч. зап. ГГУ. — Вып. 6, 43 (1939). (совместно с Е. А. Леонтович)
- Задача Мизеса в теории прямого регулирования и теория точечных преобразований поверхностей // ДАН СССР, 43, 58 (1944). (совместно с А. Г. Майером)
- Л. И. Мандельштам и теория нелинейных колебаний. // Изв. АН СССР, серия физическая, 9, 30 (1945).
- О задаче Вышнеградского в теории прямого регулирования // ДАН СССР, 47, 345 (1945). (совместно с А. Г. Майером)
- Простейшие линейные системы с запаздыванием // Автоматика и телемеханика, 7, 95 (1946). (совместно с А. Г. Майером)
- О движениях идеальной модели часов, имеющей 2 степени свободы. 1. Модель до-галилеевых часов // ДАН СССР, 51, 17 (1946). (совместно с Ю. И. Неймарком)
- Теория непрямого регулирования при учёте кулоновского трения в чувствительном элементе // Автоматика и телемеханика, 7, 15 (1946).(совместно с Н. Н. Баутиным и Г. С. Гореликом)